# ペロバクター・アシディガリシ
ペロバクター・アシディガリシ (Pelobacter acidigallici )は、真正細菌のペロバクター属の一種である。
P・アシディガリシは、トリヒドロキシベンゼンを分解することができる。この酵素、ピロガロールヒドロキシトランスフェラーゼを1,2,3,5-テトラヒドロキシベンゼンと1,2,3-トリヒドロキシベンゼン（ピロガロール）に使うと、1,3,5-トリヒドロキシベンゼン（フロログルシノール）と1,2,3,5-テトラヒドロキシベンゼンが生成する。